# Symplegma bahraini
Symplegma bahraini är en sjöpungsart som beskrevs av Monniot 1997. Symplegma bahraini ingår i släktet Symplegma och familjen Styelidae. Inga underarter finns listade i Catalogue of Life.